# Nem a mosoly teszi a barátot!
A Nem a mosoly teszi a barátot! (Crime Doesn't Pay) a Született feleségek (Desperate Housewives) című amerikai filmsorozat százharmadik epizódja. Az Amerikai Egyesült Államokban először az ABC (American Broadcasting Company) adó vetítette 2009. március 8-án.

## Az epizód cselekménye
Tom és Lynette elkezdik felszámolni az éttermet. Amikor azonban Orson elmegy részvétet nyilvánítani és segíteni Tomhoz, a férfi ellenségesen viselkedik vele, ezért ellopja az egyik Scavo családi ereklyét. Carlos főnöke Gabyt használja fel alibinek a felesége megcsalásához. Ám az asszony ezt azonnal kihasználja, s így szabadságot harcol ki Carlosnak. Mike és Katherine összeköltöznek, melynek örömére az asszony házibulit szervez. Eközben Susan egyik képe viszályt kelt az új lakótársak között...

## Mellékszereplők
- Kathryn Joosten - Karen McCluskey
- David Starzyk - Bradley Scott
- Ion Overman - Maria Scott
- Christopher Rich - Bruce
- Megan Hilty - Shayla Grove
- Don Moss - Drance atya
- John Ciccolini - A férfi a pizzériában

## Mary Alice epizódzáró monológja
- A narrátor, Mary Alice monológja az epizód végén így hangzik (a magyar változat alapján):

"Nem szabad hagynunk, hogy a jó modorú emberek túlságosan elkápráztassanak. Ők azok, akik barátságosan integetnek, még ha közben meg is lopnak. Ő azok, akik szívélyesen üdvözölnek, még ha éppen a titkainkat próbálják is kilesni. Ő azok, akik kávéval kínálnak, miközben épp feljelentenek a rendőrségen. És ne húzzuk fel az orrunkat, ha valaki nyíltan goromba velünk, mert meglehet, hogy ezt éppen a legnemesebb szándékkal teszi."

## Epizódcímek más nyelveken
- Angol: Crime Doesn't Pay (A bűn nem kifizetődő)
- Francia: Le crime est son affaire (A bűn az ő esete)
- Olasz: Le buone maniere (A jó modor)